# Stegodyphus dumicola
Espèce
Synonymes
- Stegodyphus deserticola Purcell, 1908

Stegodyphus dumicola est une espèce d'araignées aranéomorphes de la famille des Eresidae.

## Distribution
Cette espèce se rencontre en Afrique australe et en Afrique centrale. Elle a été observée en Afrique du Sud, au Lesotho, au Swaziland, au Mozambique, au Zimbabwe, au Botswana, en Namibie et en Angola.

## Description

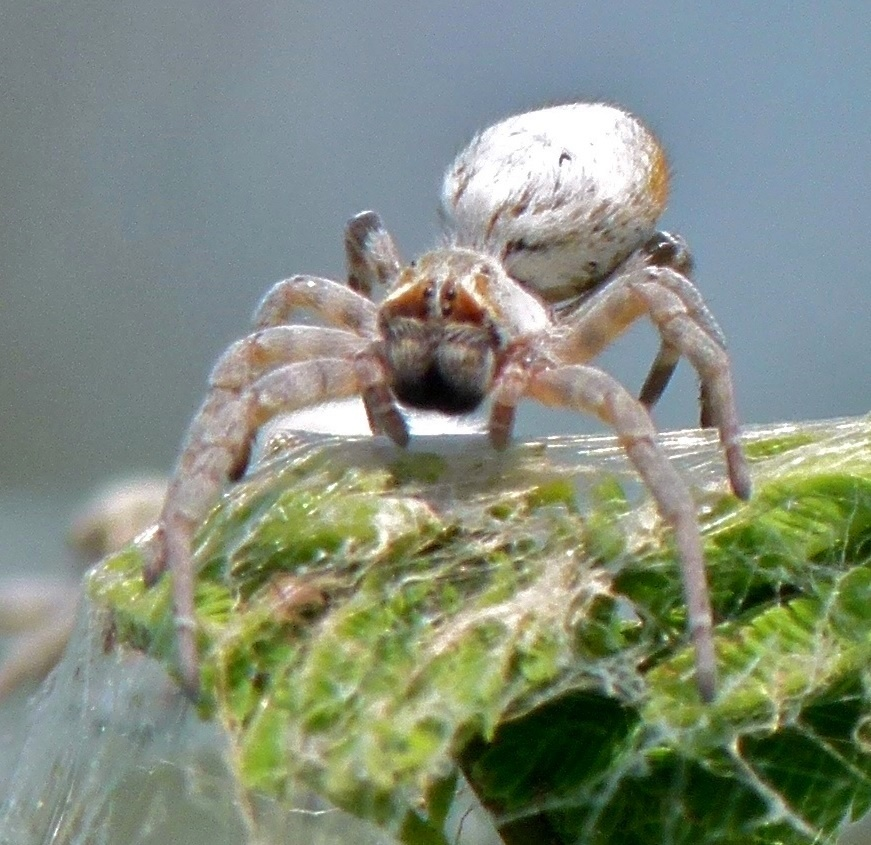
Stegodyphus dumicola

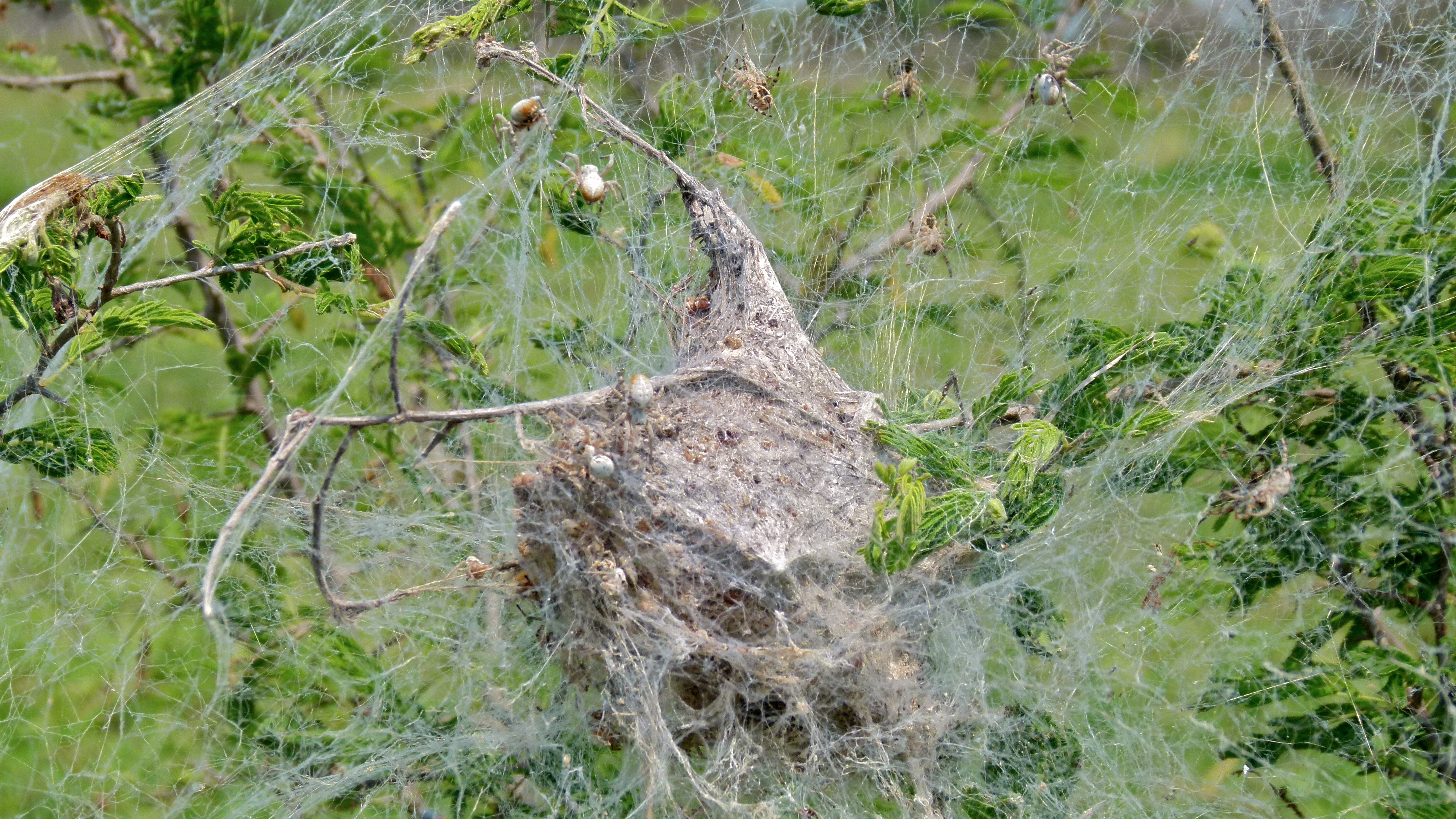
Nid de Stegodyphus dumicola

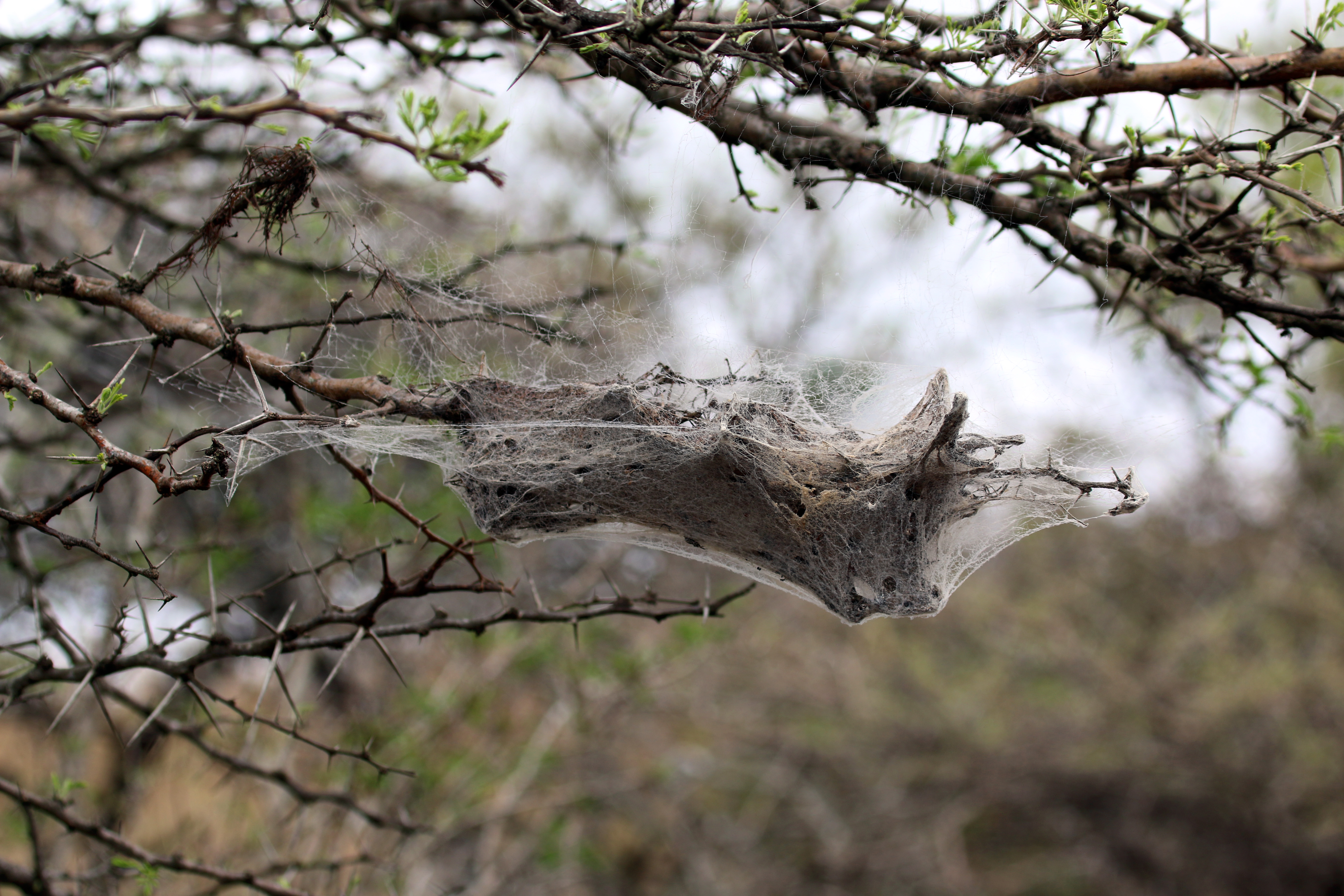
Nid de Stegodyphus dumicola

Le mâle mesure 7 mm et la femelle 11 mm.
Ces araignées vivent en colonie.

## Publication originale
- Pocock, 1898 : The Arachnida from the province of Natal, South Africa, contained in the collection of the British Museum. Annals and Magazine of Natural History, sér. 7, vol. 2, p. 197-226 [page 201] (texte intégral).